# Wong Kan Seng

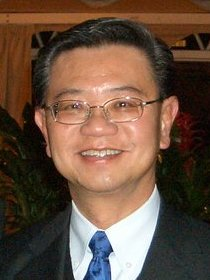
Wong Kan Seng

Wong Kan Seng (chin.: 黄根成, Pinyin: Huáng Gēnchéng; * 1946 in Singapur) ist ein singapurischer Politiker. Er war ab dem 1. September 2005 bis zum 20. Mai 2011 stellvertretender Premierminister im Kabinett von Lee Hsien Loong. Von 1988 bis 1994 war er Außenminister Singapurs.